# Julius von Gierke

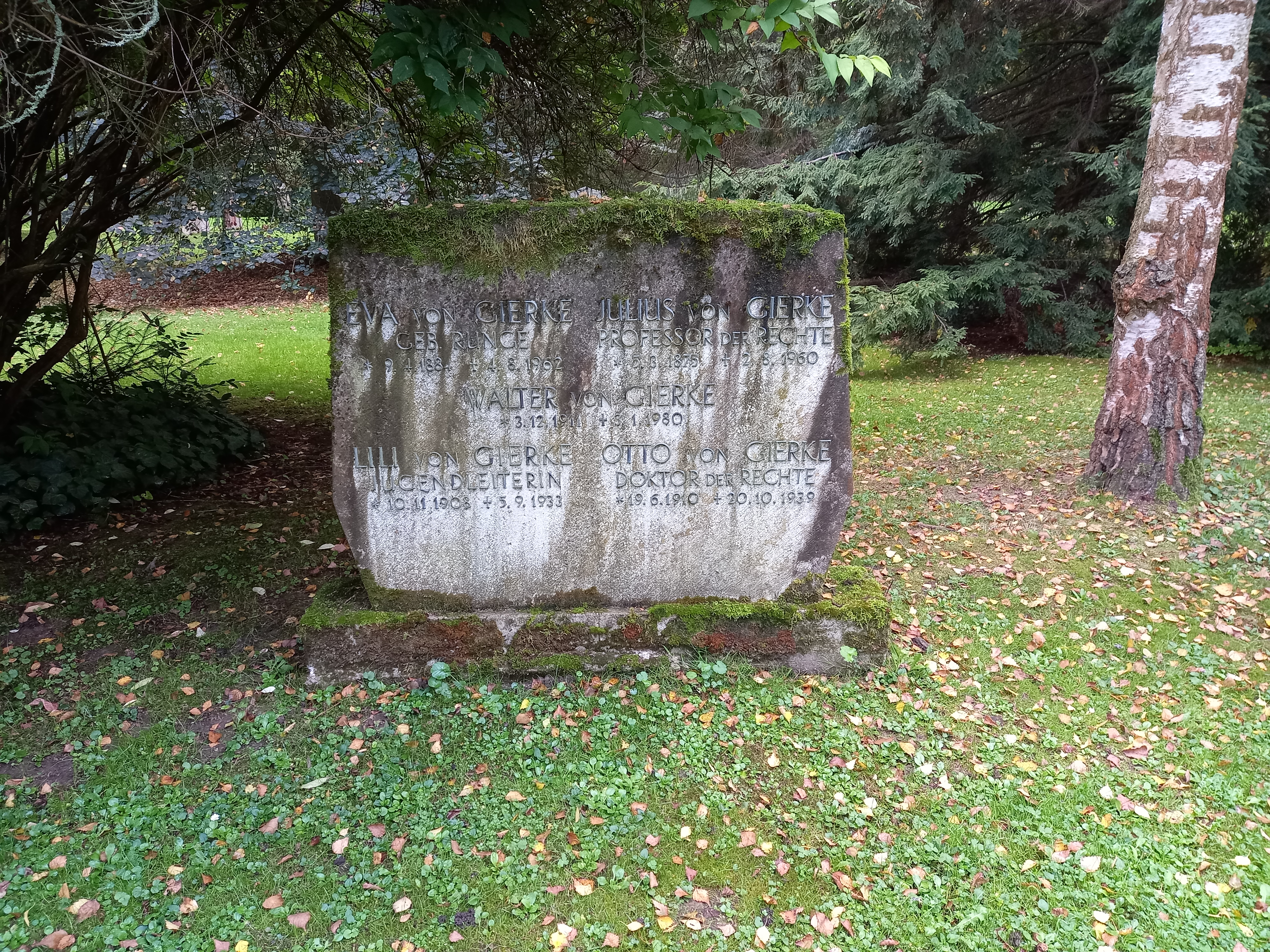
Das Grab von Julius von Gierke und seiner Ehefrau Eva geborene Runge auf dem Stadtfriedhof Göttingen

Julius von Gierke (* 5. März 1875 in Breslau als Julius Karl Otto Gierke; † 2. August 1960 in Göttingen) war ein deutscher Rechtswissenschaftler, der sich vorrangig mit Handels- und Versicherungsrecht befasste.

## Familie
Julius Gierke war ein Sohn des später geadelten Rechtshistorikers Otto Gierke und dessen Frau Lili, Tochter des Verlegers Karl Friedrich Loening und der Nanette Reinach. Er hatte mehrere Geschwister, seine ältere Schwester Nanna war Mitglied des Reichstags (MdR). Er selbst heiratete 1903 in Göttingen Eva Runge (* 1884; † 1962), Tochter der Else Stubenrauch und des Gynäkologen und kgl. preuß. Geheimen Med.- Rat Max Runge. Eva und Julius hatten acht Kinder. Hans von Gierke war sein Cousin.

## Leben
Nach dem Besuch des Gymnasiums in Breslau und als Zögling der Ritterakademie in Dom Brandenburg studierte er ab 1894 an der Universität Heidelberg, wo er 1894 in die Burschenschaft Allemannia eintrat, und ab 1896 an der Friedrich-Wilhelms-Universität Berlin Rechtswissenschaften. Nach der Promotion 1898 in Berlin erfolgte 1901 seine Habilitation für Bürgerliches Recht an der Universität Göttingen.
Nach Tätigkeit als Privatdozent in Göttingen folgte er 1904 einem Ruf als außerordentlicher Professor an die Universität Königsberg (Nachfolge Rudolf His). Vier Jahre später erhielt er dort eine ordentliche Professur und war 1916/17 Rektor der Hochschule. Ab 1919 lehrte er an der Universität Halle (Nachfolge Paul Rehme) und wechselte schließlich 1925 nach Göttingen (Nachfolge Rudolf Müller-Erzbach).
Julius von Gierke galt als äußerst konservativ und wurde als Sohn des bedeutenden Juristen Otto von Gierke trotz seiner mütterlicherseits jüdischen Abstammung in der Zeit des Nationalsozialismus relativ milde behandelt. Als „Altbeamter“ konnte er zunächst nicht entlassen werden, verlor 1934 aber seine Mitgliedschaft in Prüfungsausschüssen. Gierke versuchte, sich den politischen Verhältnissen anzupassen, indem er die Weimarer Republik ablehnte und den Nationalsozialismus befürwortete. Schließlich musste er 1938 auf Druck des Ministeriums seine vorzeitige Emeritierung beantragen. Er blieb in Göttingen und konnte weiterhin publizieren.
Am 9. Mai 1945 wurde er vom Göttinger Nachkriegsrektor Rudolf Smend wieder zum Mitglied der Universität ernannt, wo er bis kurz vor seinem Tod lehrte.

## Werk
Julius von Gierke prägte das Handelsrecht in entscheidenden Maße durch sein Lehrbuch „Handels- und Schiffahrtsrecht“ mit. In der deutschen Tradition des 19. Jahrhunderts hinsichtlich seiner Auffassung von Aufgaben und Stellung des Handelsrechts im Rechtssystem stehend, verfasste er bedeutende Beiträge für die „Zeitschrift für das Gesamte Handelsrecht und Konkursrecht“. Bereits 1907 gehörte er der Redaktion der Zeitschrift an und war von 1926 bis zu seinem Tode Mitherausgeber.
Bereits seit seiner Examensarbeit befasste sich von Gierke mit dem Versicherungsrecht. In seinem Werk „Versicherungsrecht“ (1937–1947) legte er die Erkenntnisse seiner grundlegenden Mitarbeit an diesem Rechtsgebiet in Deutschland dar. Mehr als fünfzig Jahre zählte er zu den angesehensten Wissenschaftlern in diesem Fach.